# Steve Bruce (Fußballspieler)
Stephen Roger „Steve“ Bruce (* 31. Dezember 1960 in Corbridge) ist ein ehemaliger englischer Fußballspieler und aktueller -trainer.

## Karriere

### Spielerkarriere

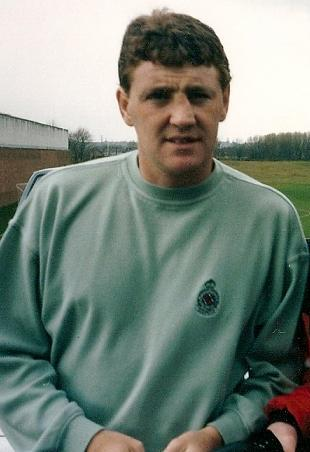
Steve Bruce (März 1992)

Der Defensivspieler begann seine Fußballerkarriere im Sommer 1977 beim FC Gillingham. Im Jahr 1978 kam Bruce in die erste Mannschaft und spielte dort bis 1984.
In diesem Jahr wechselte er für eine Ablösesumme von circa 125.000 bis 135.000 Pfund zu Norwich City. Bei seinem Debüt für die Kanarienvögel erzielte er gegen den FC Liverpool ein Eigentor. Im Jahr 1985 holte er mit Norwich City seinen ersten Titel, den englischen League-Cup und stieg im gleichen Jahr mit den Canaries ab. Nach dem sofortigen Wiederaufstieg 1986 und der Saison 1986/87 wechselte er im Dezember 1987 zu Manchester United.
Der Verein bezahlte 800.000 bis 825.000 Pfund für den Engländer. Trotz des Wechsels nach Manchester wurde er 2002 in die Norwich City-Spieler-Hall of Fame aufgenommen. Sein Debüt für die Red Devils gab Bruce am 19. Dezember 1987 gegen den FC Portsmouth. Mit ihnen wurde der Verteidiger dreimal englischer Meister (1993, 1994 und 1996), zweimal englischer Pokalsieger (1990, 1994), ein Mal englischer League-Cup Sieger (1991) und holte den Europapokal der Pokalsieger 1991. 1991 wurde er Kapitän der Mannschaft und blieb dies bis zu seinem Wechsel zu Birmingham City 1996.
Nach zwei Jahren in Birmingham ließ Steve Bruce seine Spielerkarriere in den Jahren 1998 und 1999 bei Sheffield United ausklingen.

### Trainerkarriere
Am Ende der Saison 1998/99 war Bruce bereits Spielertrainer bei Sheffield United. In den Jahren 1999 und 2000 war er Trainer von Huddersfield Town. Im Jahr 2001 war Bruce Trainer von zwei Teams: Wigan Athletic und Crystal Palace.
Seit 2001 ist er Trainer von Birmingham City, er stieg mit City 2006 ab und schaffte 2007 den sofortigen Wiederaufstieg.
Im November 2007 wurde Steve Bruce neuer Trainer des englischen Klubs Wigan Athletic.
Am 3. Juni 2009 unterschrieb er einen neuen Vertrag beim AFC Sunderland. Von 2009 bis 2011 führte er die Mannschaft der so genannten Black Cats und erreichte stets Platzierungen im Mittelfeld der Premier League. Am 30. November 2011 wurde Bruce wegen anhaltenden sportlichen Misserfolges beim AFC Sunderland von seinen Aufgaben entbunden.
Am 8. Juni 2012 übernahm er den Trainerposten beim englischen Zweitligisten Hull City und unterzeichnete einen Dreijahresvertrag. Ende Juli 2016 trat Bruce im "gegenseitigen Einvernehmen" von seinem Traineramt zurück. Hintergrund soll die Unklarheit über die zukünftige Ausrichtung des Clubs sein.
Im Oktober 2016 verpflichtete ihn Aston Villa, das kurz zuvor aus der Premier League abgestiegen war und in der zweiten Liga einen Fehlstart hingelegt hatte. In der Saison 2017/18 führte Bruce den Klub in die Aufstiegs-Play-offs, scheiterte dort aber nach einem Halbfinalerfolg gegen den FC Middlesbrough mit 0:1 im Finale im Londoner Wembley-Stadion am FC Fulham. Nach nur einem Sieg aus den vorangegangenen neun Ligapartien und auf Tabellenplatz 12 liegend wurde Bruce Anfang Oktober 2018 entlassen. In seiner letzten Partie, einem 3:3-Unentschieden gegen den Tabellenletzten Preston North End, wurde er vor Spielbeginn von einem Zuschauer mit einem Salatkopf beworfen.
Anfang Januar wurde Bruce als zukünftiger Cheftrainer des englischen Zweitligisten Sheffield Wednesday vorgestellt. Er übernahm im Februar 2019 die Position von seinen interimsweise eingesetzten Co-Trainern Steve Agnew und Stephen Clemence und war damit erst der zweite Trainer neben Danny Wilson, der bei beiden Sheffielder Profiklubs als Cheftrainer aktiv war.
In der Saisonpause 2019 trat er von seinem Posten wieder zurück, nachdem Spekulationen aufkamen, die ihn mit dem Trainerposten bei Newcastle United in Verbindung brachten. Am 17. Juli 2019 stellte ihn Newcastle als neuen Cheftrainer vor, Bruce erhielt einen Dreijahresvertrag. Im Oktober 2021 verließ er nach drei Punkten in acht Spielen und dem vorletzten Tabellenplatz einvernehmlich den Club, wenige Tage zuvor hatte der saudi-arabische Staatsfonds Public Investment Fund den Klub übernommen. Anfang Februar 2022 übernahm er den Zweitligisten West Bromwich Albion, bei dem er einen bis Sommer 2023 gültigen Vertrag unterzeichnete. Im Oktober 2022 wurde er mit seinem Trainerstab entlassen, nachdem das Team nach 13 Spieltagen der Saison 2022/23 mit elf Punkten auf einem Abstiegsplatz stand.
Einen neuen Klub übernahm er erst Anfang September 2024 mit dem Drittligisten FC Blackpool, bei dem er einen Zweijahresvertrag unterschrieb.

### Erfolge
als Spieler
- 2 × englischer League-Cup Sieger (1985 mit Norwich City, 1991 mit Manchester United)
- 3 × englischer Meister (1993, 1994, 1996 mit Manchester United)
- 2 × englischer Pokalsieger (1990, 1994 mit Manchester United)
- 1 × Sieger im Pokal der Pokalsieger (1991 mit Manchester United)
- 1 × europäischer Supercupsieger (1991 mit Manchester United)
- 1 × Aufstieg in die höchste englische Spielklasse (1986 mit Norwich City)

als Trainer
- 2 × Aufstieg in die höchste englische Spielklasse (2007 mit Birmingham City, 2013 mit Hull City)